# Вулиця Довженка (Київ, Деснянський район)
Ву́лиця Довже́нка — вулиця в Деснянському районі міста Києва, селище Троєщина. Пролягає від вулиці Никифора Дровняка до вулиці Митрополита Володимира Сабобдана.
Прилучаються вулиці Олексія Курінного і Інтернаціонального легіону.

## Історія
Виникла у 1-й половині ХХ століття. Названа на честь українського радянського кінорежисера та кінодраматурга Олександра Довженка.